# Linea 1 (metropolitana di Barcellona)
La linea L1 della metropolitana di Barcellona è la seconda più antica linea della città. Nata come Ferrovia Metropolitana Trasversale di Barcellona (o più semplicemente Metro Trasversale), serviva ad unire le differenti stazioni della ferrovia che erano presenti in città all'inizio del XX secolo con l'esposizione internazionale del 1929 che si teneva a Montjuïc (la stazione di Espanya è situata all'entrata di quello che erano le installazioni dell'Expo).
Durante le opere di costruzione, nel 1924, 11 operai morirono nei cantieri, per lo sprofondamento del tratto tra le vie di Comte d'Urgell e Casanova.

## Caratteristiche generali
La linea ha una lunghezza di 20,2 km con 30 stazioni e 16 treni circolanti negli orari di punta. Nel 2010 ha eseguito trasporti per un totale di 109,8 milioni di viaggi, risultando così la prima linea per volume di traffico, davanti alle linee L3 e L5.
Il tracciato è a doppio binario completamente sotterrato. Originariamente la tratta tra Plaça de Sants e Torrassa era in superficie ma venne anch'essa interrata contestualmente ai lavori per l'alta velocità ferroviaria.
Lo scartamento è il cosiddetto "scartamento spagnolo antico" da 1674 mm, dovuto al fatto che i binari usati per la linea in origine erano parte integrante della vecchia rete ferroviaria.
I depositi e le officine sono ubicate a Santa Eulàlia, la Sagrera e a Hospital de Bellvitge.

### Stazioni
Le stazioni sono tutte a due banchine laterali, con l'eccezione delle stazioni di Mercat Nou e la Sagrera, a banchina unica. Sono dotate di tre banchine (due laterali e una centrale) le stazioni di Glòries, Clot, Navas, Fabra i Puig, Sant Andreu e Torras i Bages.
L'86% delle stazioni (26 su 30) sono state adeguate per l'accesso alle persone con disabilità; fanno eccezione le stazioni di Plaça de Sants, Espanya, Urquinaona e Clot.
Ci sono in tutto sette stazioni di corrispondenza e interscambio con altre linee della metropolitana, con il tram, le linee ferroviarie di FGC e Rodalies de Catalunya e con gli autobus a lunga percorrenza.

### Materiale rotabile
Il materiale rotabile è costituito da: treni Alstom Serie 4000, introdotti nel 1987; treni Serie 6000, introdotti nel 2007; treni Alstom Serie 8000, introdotti a partire dalla fine del 2022. In precedenza venivano usati treni delle serie 100, 200, 300 e 400.

## Storia

Espansione (1926-1992) della linea 1 (con anche le tratte a progetto).

### Antecedenti
La linea nacque da un'idea di Ferran Reyes, stimolata dalla necessità di collegare le varie stazioni ferroviarie cittadine presenti a Barcellona al principio del XX secolo. Proprio per questo motivo venne adottato lo scartamento iberico (1 674 mm), cosa che porta la linea a essere tra quelle che impiegano i treni più larghi al mondo.
Il progetto originale era ufficialmente denominato Ferrocarril Subterráneo SO-NE de Barcelona, Sans-San Martín, Enlaces y Estaciones Centrales. Il tracciato previsto iniziava a La Bordeta, in corrispondenza del km 99,530 della linea Barcellona-Tarragona e proseguiva interrato sotto a Carrer de Sants fino a Plaça d'Espanya, dove si sarebbe collegato alla stazione dei Caminos de Hierro del Nordeste de España (NEE), per proseguire poi lungo la Gran Via de les Corts Catalanes fino alla Plaça de la Universitat. Da qui la linea si sarebbe biforcata da un lato lungo la Ronda de la Universitat e dall'altro lungo il Carrer de Pelai, a collegamento con la stazione del Ferrocarril de Sarrià a Barcelona S.A. (FSB), e lungo il Carrer de Fontanella. I due rami si sarebbero poi riuniti a Plaça d'Urquinaona, proseguendo poi lungo la Ronda de Sant Pere, l'Avinguda de Vilanova, l'area di manovra della Stazione del Nord, in corrispondenza coi treni della Compañía de los Caminos de Hierro del Norte de España (Ferrocarrils del Nord) e della Compañía de los ferrocarriles de Madrid a Zaragoza y Alicante (MZA). Il percorso sarebbe poi tornato in superficie per l'ultima tratta lungo la linea costiera fino alla stazione MZA di Bogatell, per arrivare finalmente al capolinea previsto alla stazione MZA del Poblenou, sulla linea Barcellona-Mataró.
Il progetto venne presentato al governo di Madrid nel 1912 e poi esposto al pubblico nel 1913 ma rimase bloccato per lo scoppio della prima guerra mondiale. Al termine del conflitto, Ferran Reyes si rimise alla ricerca di finanziamenti e trovò infine il sostegno di un gruppo di impresari catalani e baschi per poter dare inizio ai lavori.

### IlMetro Transversal

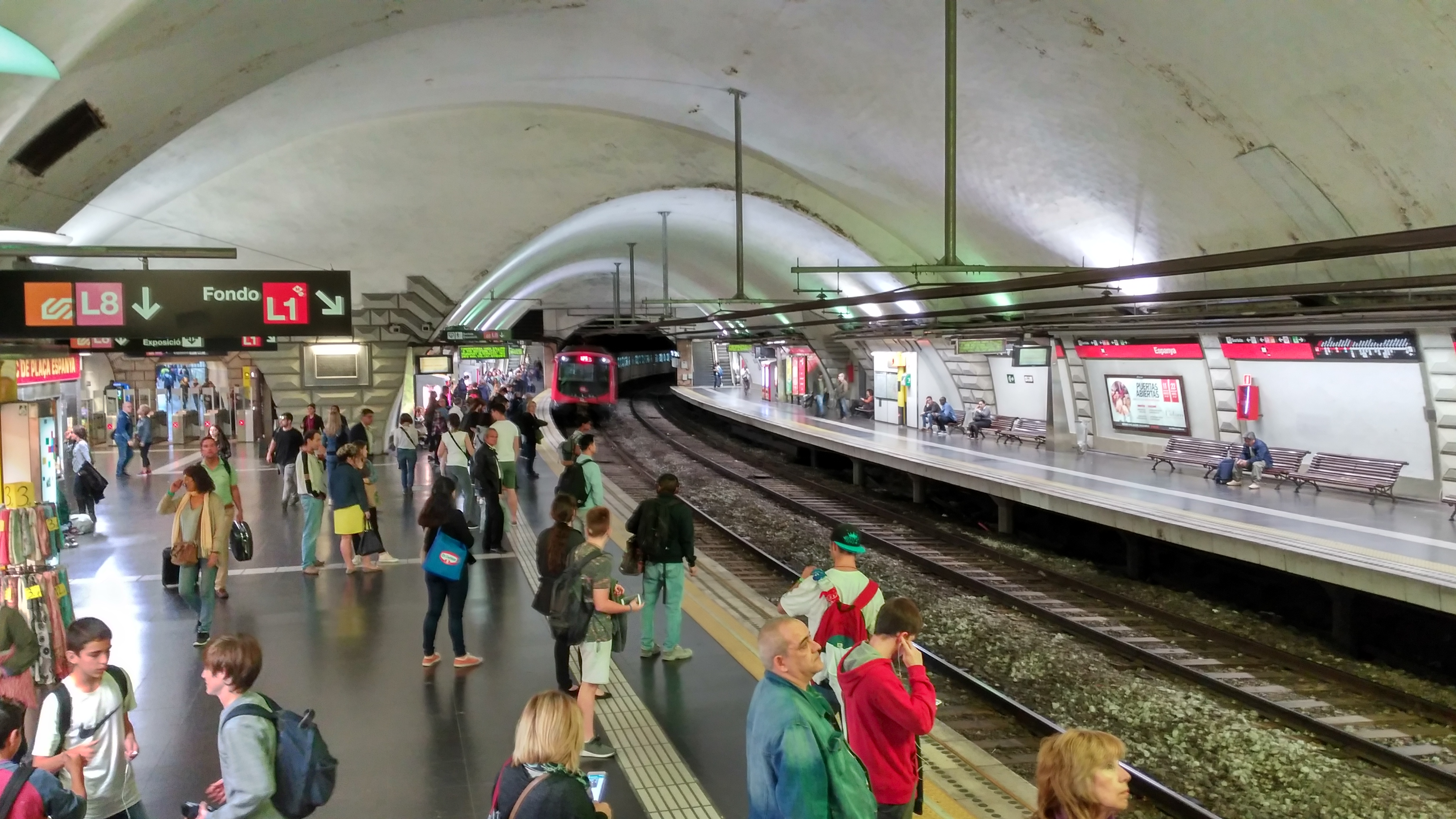
La stazione Espanya, inaugurata nel 1926, spicca per la volta alta 27 metri

Nel 1920 fu costituita la società Ferrocarril Metropolitano de Barcelona S.A. (FMB) e nel 1922 il progetto ottenne l'approvazione da parte del Consiglio per le Opere Pubbliche. Visti gli elevati investimenti necessari, fu aumentato il capitale sociale con l'emissione di 19 600 azioni, in parte acquisite dal Comune di Barcellona per il ruolo importante per lo sviluppo alla città riconosciuto alla linea, date le sue caratteristiche urbanistiche.
Con Ordine Reale, nel 1922 venne concesso il permesso per la realizzazione del progetto, definito come "ferrovia sotterranea a trazione elettrica e trasversale tra le linee da Barcellona a Tarragona e la linea da Barcellona alla Francia". I lavori ebbero inizio il 5 febbraio 1923 e furono alquanto complessi visto che si svolgevano al di sotto di strade ad alto volume di traffico. Nel frattempo FMB aveva richiesto la concessione per altre sette linee metropolitane:
- Linea di Lesseps: unione di FMB con Ferrocarril de Sarrià a Barcelona (FSB) e trasformazione di quest'ultima in ferrovia sotterranea via Rambla de Catalunya.
- Linea della Ronda: collegamento tra Plaça d'Espanya e l'Università attraverso l'avinguda del Paral·lel e le Ronde di Sant Pau e Sant Antoni.
- Linea di Plaça Tetuan: dall'Universitat a Plaça Tetuan.
- Linea di Sant Andreu: unione di Tetuan con El Clot, La Sagrera e Sant Andreu, lungo la Gran Via e la strada per Ribes.
- Linea del Poble Nou: unione di Gràcia con Sant Martí de Provençals lungo la Travessera de Gràcia, Passeig de Sant Joan, Carrer de Pujadas e Carrer de Pere IV.
- Linea di Can Tunis.
- Linea del Prat de Llobregat: lungo la Gran Via da Plaça d'Espanya fino a El Prat.

L'inaugurazione ufficiale della prima tratta (Bordeta-Catalunya) avvenne il 10 giugno 1926, con il nome di Metro Transversal per distinguerlo dal Gran Metro. La tratta aveva una lunghezza di 4 063 m e serviva nove stazioni: Bordeta (oggi chiusa), Mercat Nou, Sants (ora Plaça de Sants), Hostafrancs, Espanya, Rocafort, Urgell, Universitat e Catalunya. All'epoca la stazione di Espanya era quella con la volta più alta al mondo (27 metri).
FMB, società proprietaria e costruttrice della linea, delegò inizialmente il trasporto passeggeri a Tramvies de Barcelona come operatore, ma in seguito se ne fece carico direttamente.

### Ampliamenti e la temporanea nazionalizzazione

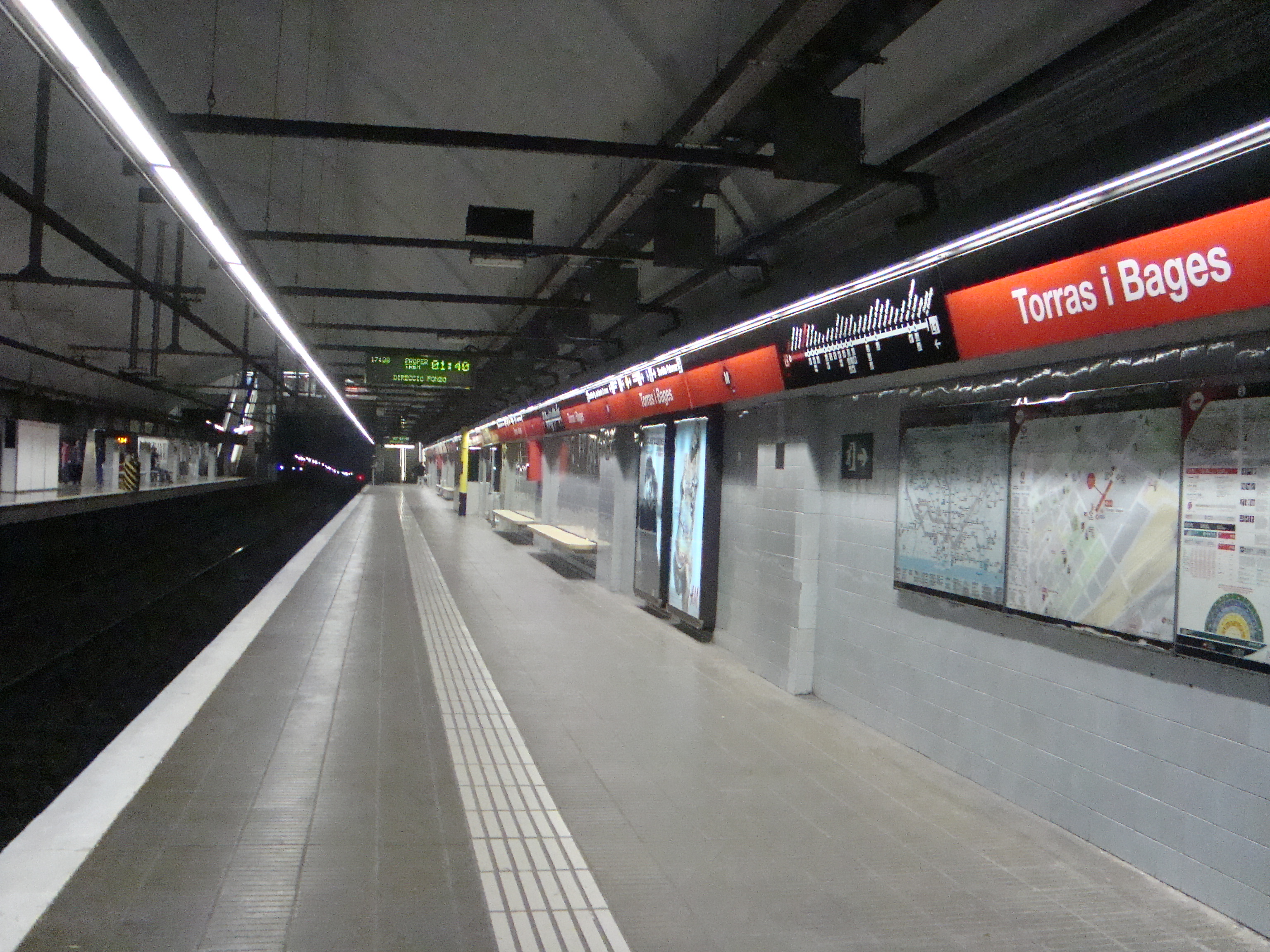
La stazione di Torras i Bages, aperta nel 1968

Il 1º luglio 1932 entrò in servizio il secondo ampliamento del Metro Transversal, da un lato dalla stazione di Bordeta fino a Bordeta Cocheras (in seguito rinominata Santa Eulàlia) e dall'altro dalla stazione di Plaça Catalunya fino a Triumfo Norte (Arc de Triomf) con fermata intermedia a Urquinaona. Il prolungamento a Arc de Triomf facilitava l'accesso al centro ai passeggeri dei treni che facevano capolinea alla Stazione del Nord, infatti il prolungamento, realizzato in collaborazione con FMB e Compañia de Caminos de Hierro del Nord de España (Nord), consentiva di far arrivare i treni a Plaça de Catalunya su quattro binari, di pertinenza sia del metro (binari laterali) che dei treni (binari centrali) delle linee Barcellona-Manresa e Sant Martí de Provençals - Sant Joan de les Abadesses.
L'anno successivo fu aperto un altro prolungamento da Arc de Triomf a Marina; a partire da questa stazione il Metro Transversal si separa dalle linee di Nord in previsione del progetto di collegamenti ferroviari in corso di realizzazione per diminuire i tempi per raggiungere la Plaça de les Glòries Catalanes e stabililre poi alla stazione di Sagrera l'interscambio con le linee gestite da MZA.
Nel 1941 entrò in vigore la legge "Bases de Ordenación Ferroviaria y de los Tranportes por Carretera" che rendeva effettiva a partire dal 1º febbraio la nazionalizzazione e l'accorpamento di tutte le linee ferroviarie a scartamento iberico, comprendendo quindi anche la linea del Metro Transversal che passò sotto la gestione di RENFE. Questa situazione durò fino al 24 settembre 1943 quando la gestione tornò nelle mani di FMB dopo un ricorso presentato dalla stessa compagnia.
A maggio 1953 la linea venne prolungata fino alla stazione di Navas, con le fermate intermedie di Glòries e Clot, e nel 1954 il prolungamento del Metro Transversal venne completato arrivando a portare il capolinea prima a La Sagrera (gennaio 1954) e poi al nuovo capolinea Fabra i Puig (maggio 1954), con interscambo con la stazione RENFE di Sant Andreu Arenal.

### La municipalizzazione
A ottobre 1952 l'Ajuntament de Barcelona in seduta plenario approvò un accordo che prevedeva la municipalizzazione di tutte le aziende di trasporto pubblico della città, inclusi anche FMN, il Gran Metro e le Tramvies de Barcelona. L'accordo di acquisizione delle azioni da parte del comune fu firmato dai proprietari del Gran Metro e delle Tramvies nel 1955.
Nel 1958 si completò l'acquisto di FMB da parte del comune, che comunque faceva già parte di questa società di cui già nel 1928 controllava una buona parte. Tre anni dopo, nel 1961, il Gran Metro venne assorbito da FMB con la costituzione della società Ferrocarril Metropolitano de Barcelona SA/SPM. Tra le principali migliorie legate a questa fusione vi fu la realizzazione nella stazione Plaça de Catalunya di una galleria di collegamento tra le banchine delle stazioni del Gran Metro e del Metro Transveral. Dopo la fusione inoltre la numerazione delle linee venne riorganizzata, con l'utilizzo di numeri romani, 
e le precedenti linee I e II del Gran Metro vennero unite in un'unica linea, che divenne la nuova linea III.

### La tratta Fabra i Puig - Fondo
Nel 1968 la linea venne prolungata di 1 802 m da Fabra i Puig fino a Torras i Bages, con una stazione intermedia a Sant Andreu Comtal.
Quindici anni dopo, il 21 dicembre 1983 entrò in servizio un ulteriore prolungamento che, attraversando il Besòs arrivò al comune limitrofo di Santa Coloma de Gramenet. L'ampliamento aveva una lunghezza di due chilometri con tre nuove stazioni: Trinitat Vella, Baró de Viver e il capolinea di Santa Coloma. Questo fu il primo ampliamento della linea nella zona nord di Barcellona.
Il 18 febbraio 1992 venne inaugurata la stazione di Fondo, nuovo capolinea a nord. La fermata in origine dove chiamarsi Camí del Fondo ma in seguito alle richieste del comune di Santa Coloma alla fine fu denominata Fondo. Questa stazione fu anche la prima a essere equipaggiata di ascensori per l'accesso dei disabili e di una pavimentazione con un fondo speciale per i non vedenti.

### La tratta Torrassa - Hospital de Bellvitge

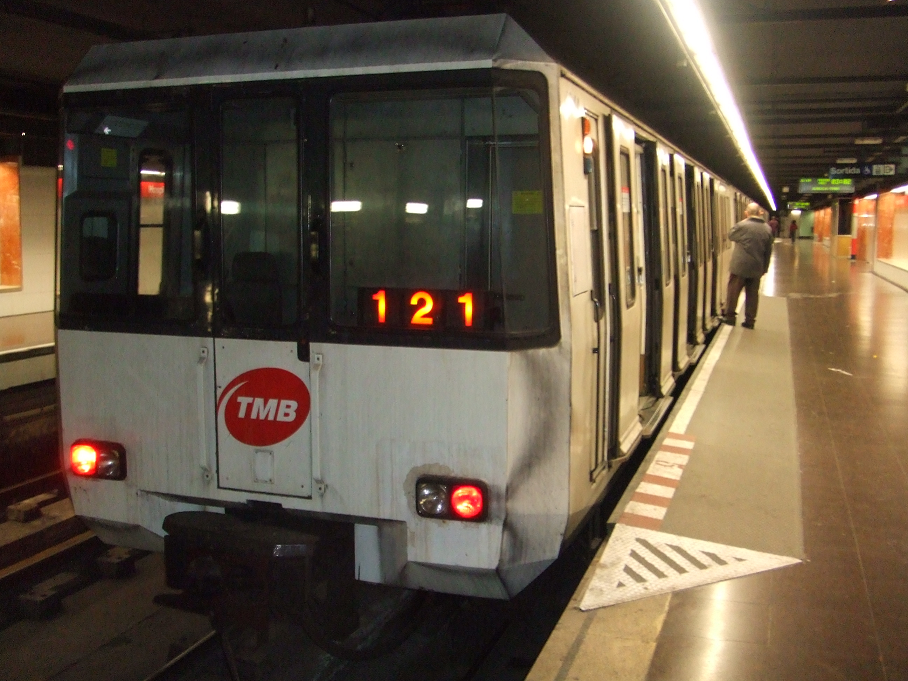
Treno Alstom della serie 4000 alla stazione di Hospital de Bellvitge.

Pochi giorni dopo l'ampliamento verso Santa Coloma entrò in servizio anche il primo prolungamento realizzato dopo il 1932 nella direzione opposta verso il Llobregat, con una nuova tratta di 950 metri e due stazioni, Santa Eulàlia e Torrassa. I lavori di questo prolungamento iniziarono nel 1980 con la chiusura della stazione di Santa Eulàlia (precedentemente denominata Bordeta Cocheras), capolinea fin dal 1932, cambiandone parzialmente anche l'ubicazione. All'apertura della nuova tratta venne anche chiusa definitivamente la stazione di Bordeta inaugurata nel 1926.
Il 24 aprile 1987 furono aperte altre quattro stazioni, di cui due nel territorio del comune di Hospitalet de Llobregat, con capolinea all'Avinguda Carrilet, di interscambio anche con FGC, e le tre stazioni intermedie di Florida, Can Serra e Rambla Just Oliveras, quest'ultima di corrispondenza con le Rodalies.
Il prolungamento lato Llobregat fu completato nel 1989 con il nuovo capolinea di Feixa Llarga, rinominato Hospital de Bellvitge nel 2003. Questa nuova tratta di 2,3 chilometri fu inaugurata il 19 ottobre insieme alla stazione intermedia di Bellvitge.
Nel 2010 la stazione Sagrera ha cambiato nome in La Sagrera, in concomitanza dell'apertura della stazione delle linee 9 e 10.

## Cronologia
| Evoluzione della linea 1 nel tempo | |
| 1926 (Metro Transversal)           | Bordeta · Mercat Nou · Plaça de Sants · Hostafrancs · Espanya · Rocafort · Urgell · Universitat · Catalunya |
| 1932                               | Bordeta Cocheras · Bordeta · Mercat Nou · Plaça de Sants · Hostafrancs · Espanya · Rocafort · Urgell · Universitat · Catalunya · Urquinaona · Triumfo Norte |
| 1933                               | Bordeta Cocheras · Bordeta · Mercat Nou · Plaça de Sants · Hostafrancs · Espanya · Rocafort · Urgell · Universitat · Catalunya · Urquinaona · Triumfo Norte · Marina |
| 1953                               | Bordeta Cocheras · Bordeta · Mercat Nou · Plaça de Sants · Hostafrancs · Espanya · Rocafort · Urgell · Universitat · Catalunya · Urquinaona · Triumfo Norte · Marina · Glòries · Clot · Navas |
| 1953                               | Bordeta Cocheras · Bordeta · Mercat Nou · Plaça de Sants · Hostafrancs · Espanya · Rocafort · Urgell · Universitat · Catalunya · Urquinaona · Triumfo Norte · Marina · Glòries · Clot · Navas · La Sagrera · Fabra i Puig |
| 1968 (Linea I)                     | Bordeta Cocheras · Bordeta · Mercat Nou · Plaça de Sants · Hostafrancs · Espanya · Rocafort · Urgell · Universitat · Catalunya · Urquinaona · Triumfo Norte · Marina · Glòries · Clot · Navas · La Sagrera · Fabra i Puig · Sant Andreu · Torras i Bages |
| 1980 (Linea I)                     | Bordeta · Mercat Nou · Plaça de Sants · Hostafrancs · Espanya · Rocafort · Urgell · Universitat · Catalunya · Urquinaona · Arc de Triomf · Marina · Glòries · Clot · Navas · La Sagrera · Fabra i Puig · Sant Andreu · Torras i Bages |
| 1983 (Linea 1)                     | Torrassa · Santa Eulàlia · Mercat Nou · Plaça de Sants · Hostafrancs · Espanya · Rocafort · Urgell · Universitat · Catalunya · Urquinaona · Arc de Triomf · Marina · Glòries · Clot · Navas · La Sagrera · Fabra i Puig · Sant Andreu · Torras i Bages · Trinitat Vella · Baró de Viver · Santa Coloma |
| 1987                               | Avinguda Carrilet · Rambla Just Oliveras · Can Serra · Florida · Torrassa · Santa Eulàlia · Mercat Nou · Plaça de Sants · Hostafrancs · Espanya · Rocafort · Urgell · Universitat · Catalunya · Urquinaona · Arc de Triomf · Marina · Glòries · Clot · Navas · La Sagrera · Fabra i Puig · Sant Andreu · Torras i Bages · Trinitat Vella · Baró de Viver · Santa Coloma                                    |
| 1989                               | Feixa Llarga · Bellvitge · Avinguda Carrilet · Rambla Just Oliveras · Can Serra · Florida · Torrassa · Santa Eulàlia · Mercat Nou · Plaça de Sants · Hostafrancs · Espanya · Rocafort · Urgell · Universitat · Catalunya · Urquinaona · Arc de Triomf · Marina · Glòries · Clot · Navas · La Sagrera · Fabra i Puig · Sant Andreu · Torras i Bages · Trinitat Vella · Baró de Viver · Santa Coloma         |
| 1992                               | Feixa Llarga · Bellvitge · Avinguda Carrilet · Rambla Just Oliveras · Can Serra · Florida · Torrassa · Santa Eulàlia · Mercat Nou · Plaça de Sants · Hostafrancs · Espanya · Rocafort · Urgell · Universitat · Catalunya · Urquinaona · Arc de Triomf · Marina · Glòries · Clot · Navas · La Sagrera · Fabra i Puig · Sant Andreu · Torras i Bages · Trinitat Vella · Baró de Viver · Santa Coloma · Fondo |

## Percorso
| Unknown route-map component "uextKBHFa" |

| Unknown route-map component "uextSTRe" |

| Unknown route-map component "uexhKRZWae" |

| Unknown route-map component "uextSTRa" |

| Unknown route-map component "uextSTR+l" | Unknown route-map component "uetABZgr" |  |

| Unknown route-map component "REPAIR" | Unknown route-map component "uextDST" | Unknown route-map component "utKBHFxa" |  |  |

| Unknown route-map component "uextSTRl" | Unknown route-map component "uetABZg+r" |  |

| Urban tunnel stop on track |

| Unknown route-map component "utINT" |

| Unknown route-map component "utINT" |

| Urban tunnel stop on track |

| Urban tunnel stop on track |

| Unknown route-map component "utINT" |

| Urban tunnel stop on track |

| Unknown route-map component "utSTRe" |

| Unknown route-map component "uKDSTaq" | Unknown route-map component "uABZg+r" |  |

| Unknown route-map component "ueHST" |

| Urban stop on track |

| Unknown route-map component "utSTRa" |

| Unknown route-map component "utINT" |

| Urban tunnel stop on track |

| Unknown route-map component "utINT" |

| Urban tunnel stop on track |

| Urban tunnel stop on track |

| Unknown route-map component "utINT" |

| Unknown route-map component "utINT" |

| Unknown route-map component "utINT" |

| Bus station | Unknown route-map component "utINT" |  |

| Unknown route-map component "utINT" |

| Unknown route-map component "utINT" |

| Unknown route-map component "utINT" |

| Urban tunnel stop on track |

| Unknown route-map component "utINT" |

| Unknown route-map component "utKDSTaq" | Unknown route-map component "utABZg+r" |  |

| Bus station | Unknown route-map component "utINT" |  |

| Unknown route-map component "utINT" |

| Urban tunnel stop on track |

|  |  | Unknown route-map component "utABZgl" | Unknown route-map component "utENDEeq" |  |

| Urban tunnel stop on track |

| Urban tunnel stop on track |

| Unknown route-map component "utKRZW" |

| Urban tunnel stop on track |

| Urban tunnel end station, unused through track |

| Unused urban tunnel stop on track |

|  |  | Unknown route-map component "uextKRWgl" | Unknown route-map component "uextKRW+r" |  |

|  | Unknown route-map component "REPAIR" | Unknown route-map component "uextDST" | Unused urban tunnel stop on track |  |

|  |  | Unknown route-map component "uextKRWg+l" | Unknown route-map component "uextKRWr" |  |

| Unused urban tunnel stop on track |

| Unknown route-map component "uextINT" |

| Unused urban end station |

|  |

|  |

## Evoluzioni future
I piani di sviluppo delle infrastrutture dell'Autoritat del Transport Metropolità del 2001-2010 e del 2009-2018 prevedono il prolungamento di una stazione da Hospital de Bellvitge a El Prat Estació da un lato e di quattro stazioni nel territorio comunale di Badalona da Fondo a Badalona Pompeu Fabra. Complessivamente, le nuove stazioni a progetto sono:
Direzione sud (Llobregat)
- El Prat Estació, interscambio con la linea L9, Rodalia de Barcelona e treni dell'Alta velocità

Direzione nord (Besòs)
- Montigalà-Lloreda
- Sant Crist
- Bufalà
- Badalona Pompeu Fabra, interscambio con la linea L2.

Lo stesso piano, pur non prevedendolo ancora come progetto, propone lo studio di un ulteriore prolungamento in direzione nord fino alla stazione di Badalona, in corrispondenza con le ferrovie regionali.